# Catharina Glassér-Bjerner
Eva Catharina Glassér-Bjerner (Falun, 16 febbraio 1964) è un'ex sciatrice alpina svedese, vincitrice della Nor-Am Cup nel 1985.

## Biografia
Specialista delle prove tecniche originaria di Grycksbo di Falun, Catharina Glassér-Bjerner debuttò in campo internazionale in occasione dei Mondiali juniores di Auron 1982 e ottenne il primo piazzamento in Coppa del Mondo il 13 marzo 1985 a Lake Placid in slalom gigante (8ª); in quella stessa stagione 1984-1985 in Nor-Am Cup si aggiudicò sia la classifica generale, sia quella di slalom gigante.
Il 20 marzo 1986 conquistò il miglior piazzamento in Coppa del Mondo, a Waterville Valley in slalom gigante (7ª), e in quella stessa stagione 1985-1986 in Coppa Europa vinse la classifica di slalom speciale e fu 2ª in quella generale; il 4 gennaio 1987 bissò il suo miglior risultato in Coppa del Mondo, a Maribor in slalom speciale (7ª), e ai successivi Mondiali di Crans-Montana 1987 si classificò 12ª nello slalom gigante, suo unico piazzamento iridato. Ottenne l'ultimo piazzamento in Coppa del Mondo il 19 dicembre 1987 a Piancavallo in slalom speciale (12ª) e ai successivi XV Giochi olimpici invernali di Calgary 1988, sua unica presenza olimpica nonché congedo agonistico, non completò né lo slalom gigante né lo slalom speciale.

## Palmarès

### Coppa del Mondo
- Miglior piazzamento in classifica generale: 54ª nel 1987

### Coppa Europa
- Miglior piazzamento in classifica generale: 2ª nel 1986
- Vincitrice della classifica di slalom speciale nel 1986

### Nor-Am Cup
- Vincitrice della Nor-Am Cup nel 1985[3]
- Vincitrice della classifica di slalom gigante nel 1985[3]

### Campionati svedesi
- 3 ori (slalom gigante nel 1981; slalom speciale nel 1985; slalom speciale nel 1986)[2]